# Montebello Ionico
Montebello Ionico – miejscowość i gmina we Włoszech, w regionie Kalabria, w prowincji Reggio Calabria.
Według danych na rok 2004 gminę zamieszkiwały 6923 osoby, 125,9 os./km².